# Александер фон Дона-Лаук
Александер фон Дона-Лаук (на немски: Alexander Burggraf und Graf zu Dohna-Lauck; * 18 май 1719 в Райхертсвалде/Мораг, Варминско-Мазурско войводство; † 14 август 1793 в Засен (Сасовия) в Източна Прусия, днес Полша) е бургграф и граф на Дона-Лаук в окръг Пруска Холандия. Лаук е в днешния Мушкино в Калининградска област.

## Произход
Той е по-малък син (от 13 деца) на бургграф и граф Адолф Кристоф фон Дона-Лаук (1683 – 1736) и съпругата му Фреде-Мария фон Дона-Шлодиен (1695 – 1772), дъщеря на граф и бургграф Кристоф I фон Дона-Шлодиен (1665 – 1733) и Фреде-Мария фон Дона (1660 – 1729), дъщеря на граф Кристиан Албрехт фон Дона (1621 – 1677) и София Доротея ван Бредероде (1620 – 1678). Най-големият му брат е Кристоф Белгикус (1715 – 1773).

## Фамилия
Първи брак: на 18 май 1748 г. в Рундевизе се жени за Вилхелмина фон Роте (* 27 май 1730, Рундевизе; † 16 юли 1749, Рундевизе), дъщеря на Дитрих Вилхелм фон Роте и Шарлота Луиза фон Калнайн. Тя умира на 19 години. Те имат една дъщеря:
- Мария Вилхелмина Шарлота (* 6 юли 1749; † 16 март 1815, Засен), омъжена на 19 юли 1768 г. в Лаук (развод 1779) за братовчед ѝ бургграф и граф Карл Лудвиг фон Дона-Райхертсвалде (1739 – 1813), син на Фридрих Лудвиг фон Дона-Райхертсвалде (1697 – 1766) и графиня Луиза Шарлота фон Дьонхоф (1711 – 1755)

Втори брак: на 20 септември 1751 г. в Рундевизе се жени засестрата на първата си съпруга Йохана София Доротея фон Роте (* 15 юли 1731, Рундевизе; † 12 април 1752, Пфайфертсвалде/Годково), дъщеря на Дитрих Вилхелм фон Роте и Шарлота Луиза фон Калнайн. Тя умира на 20 години. Бракът е бездетен.
Трети брак: на 2 юли 1765 г. в Райхертсвалде се жени за братовчедката си Елизабет Шарлота фон Дона-Райхертсвалде (* 2 юли 1740, Райхертсвалде; † 29 юни 1775, Пфайфертсвалде), дъщеря на братовчед му Фридрих Лудвиг фон Дона-Райхертсвалде (1697 – 1766) и графиня Луиза Шарлота фон Дьонхоф (1711 – 1755). Те имат децата:
- София Каролина Луиза (* 26 август 1766, Пфайфертсвалде/Годково; † 12 февруари 1832, Засен), неомъжена
- Фридерика Хенриета Елеонора (* 15 май 1768, Пфайфертсвалде; † 26 февруари 1801, Лаук), неомъжена
- Кристоф Фридрих Александер (* 5 декември 1769, Пфайфертсвалде; † 16 февруари 1834, Лаук), женен на 12 юни 1813 г. в Кьонигсберг за Фридерика Шарлота Хенриета Пекок (1778 – 1827), няма деца
- Лудвиг Адолф Емилиус (* 3 декември 1772, Пфайфертсвалде; † 14 юни 1807, Кьонигсберг), неженен
- Карл Вилхелм Август (* 15 май 1775, Пфайфертсвалде; † 10 ноември 1828, Кьонигсберг), женен на 28 април 1797 г. в Билск за Фридерика Либерман фон Зоненберг (1769 – 1852), има една дъщеря и два сина
- Фридерика Елеонора София Хелена (* 1 април 1777; † 7 април 1855), омъжена I. за Мориц фон Шоелер (1771 – 1855), II. на 28 април 1797 г. за Мориц фон Шоелер (1771 – 1855)